# Косовська Митровиця
Ко́совська Митровиця або Митровиця (серб. Косовска Митровица, Kosovska Mitrovica, алб. Mitrovica/Mitrovicë) — місто на півночі Косова. Нині місто охороняється, як і всі міста Косова, поліцейськими загонами KFOR.

## Історія
Місто було, первинно, середньовічним поселенням, яке дуже швидко перетворилось на місто.
Назва Митровиця, вочевидь, з'явилось у XIV столітті, й походить від церкви св. Димитрія Солунського, яку сербський король Стефан Урош II Милутин у 1315 році подарував своєму монастирю Баньська.
У 1576 році вперше згадується Devi-монастир, будівництво якого замовив тодішній сербський король Джурадж Бранкович.
Тривалий час містом володіли османи: з кінця XIV століття й до першої балканської війни 1912—1913 років. Під час османського володарювання Митровиця входила до вілайяту (провінції) Косово.
1981 року в місті проживало 105.000 осіб, з яких 66.500 албанців, 20.000 сербів та чорногорців.
До 1989 року називалось Тітова Митровиця (серб. Титова Митровица, Titova Mitrovica, алб. Mitrovica e Titos).
Після косівської війни, місто розділилося на південну, з майже виключно албанським населенням (близько 60.000 жителів) та північну частини з переважно сербським (близько 13.000 жителів) населенням. Обидва райони пов'язані двома вуличними мостами через річку Ібар. Після розділення міста сербський православний храм Святого Димитрія опинився в албанській частині міста й був недоступним для сербів. З цієї причини було зведено й урочисто відкрито 2005 року нову церкву на пагорбі у сербському районі.

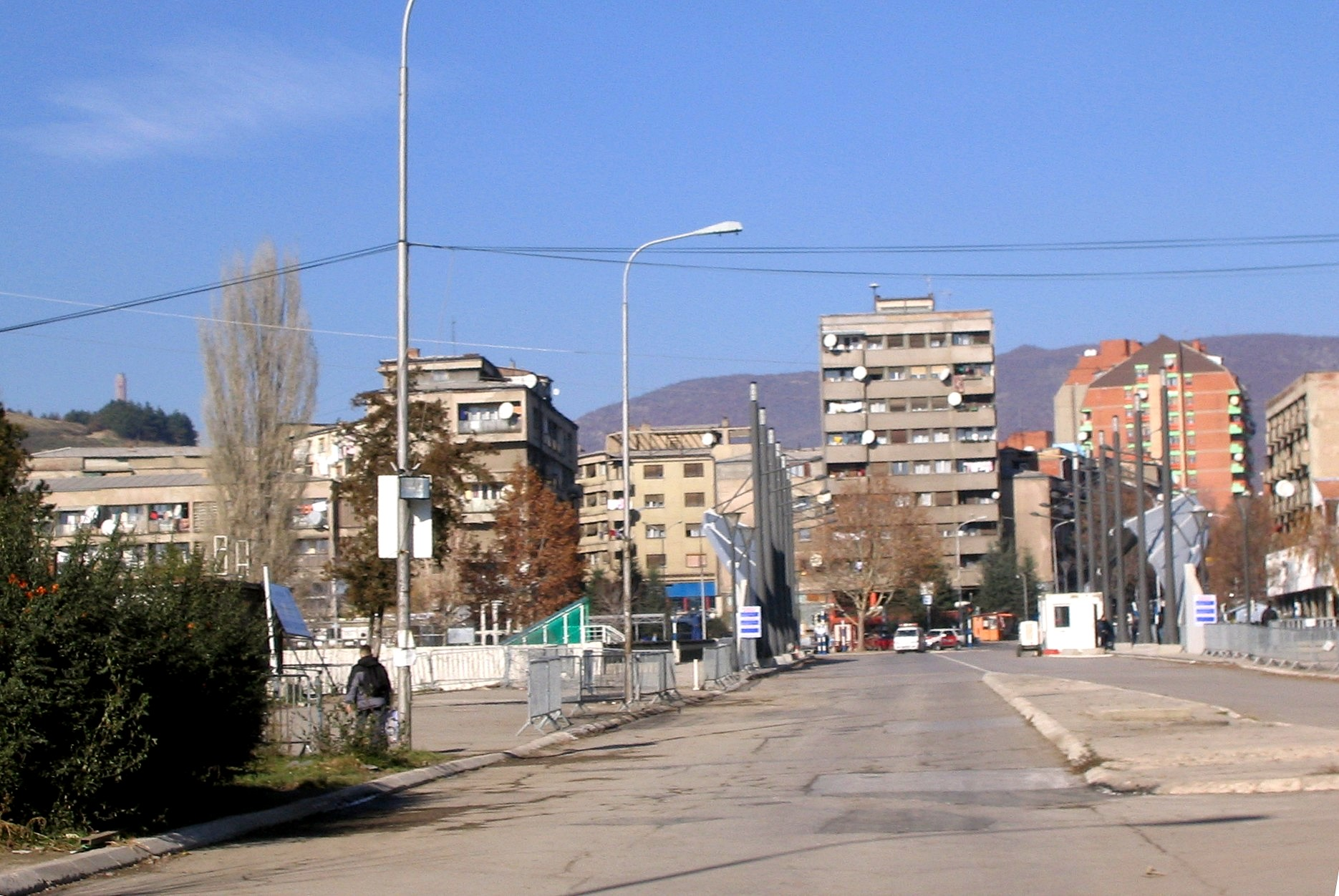
Міст через річку Ібар між обома половинами міста з видом на північну частину

У березні 2004 року в місті пройшли масові заворушення, під час яких було спалено й розкрадено будинки сербів.
У західній частині міста, на міжнародні кошти, були відновлені будинки для біженців, що зазнали руйнування у дні цих подій. До вересня 2007 року було завершено будівництво більшості цегляних будинків.
У березні 2008 року, після проголошення незалежності Косова (17 лютого 2008 року), у місті відбулись збройні сутички між групою сербів та поліцією.

## Економіка
Місто є центром гірничої промисловості й кольорової металургії району: видобуток свинцево-цинкової руди, лігніту, виплавка свинцю й цинку. Працюють хімічний комбінат, деревообробні й паперові підприємства, а також виробництво гірськорудного обладнання та сільськогосподарських машин.

## Освіта
У північній частині міста функціонує Технічний інститут Митровиця, єдиний вищий навчальний заклад у Косово з переважно сербсько-мовним курсом. У липні тут діє англомовна школа Summer School.
1999 року до північної частини міста переїхали сербські викладачі й студенти Приштинського університету, створивши тут «Університет у Приштині з тимчасовим перебуванням у Косовській Митровиці».

## Видатні уродженці
- Еніс Алуші (* 1985) — косовський та німецький футболіст.
- Різа Лушта (1916—1997) — футболіст албанського походження.
- Байрам Реджепі (нар. 1954) — албанець, політик і перший прем'єр-міністр після війни 1999 року.
- Милош Красич — сербський футболіст, півзахисник туринського Ювентусу і збірної Сербії.
- Валон Беграмі — швейцарський футболіст албанського походження, півзахисник. Гравець національної збірної Швейцарії.
- Сулейман Углянін (нар. 1953) — сербський політик і лікар.
- Алі Шукрія (1919—2005) — югославський політик албанського походження.
- Вйоса Османі (нар. 1982) - косовська політична діячка та юристка. З 4 квітня 2021 року 5-ий Президент Косова.